# Ida Facula
L'Ida Facula è una struttura geologica della superficie di Amaltea.